# Бивер-Крик (Колорадо)
Бивер-Крик – некорпоративное сообщество в округе Игл, штат Колорадо, США. Расположен к югу от города Эйвон и включает в себя курорт Бивер-Крик и прилегающие деловые районы, жилые помещения, поле для гольфа и жилые районы. Почтовое отделение США в Эйвоне ( почтовый индекс 81620) обслуживает почтовые адреса Бивер-Крик.

## История

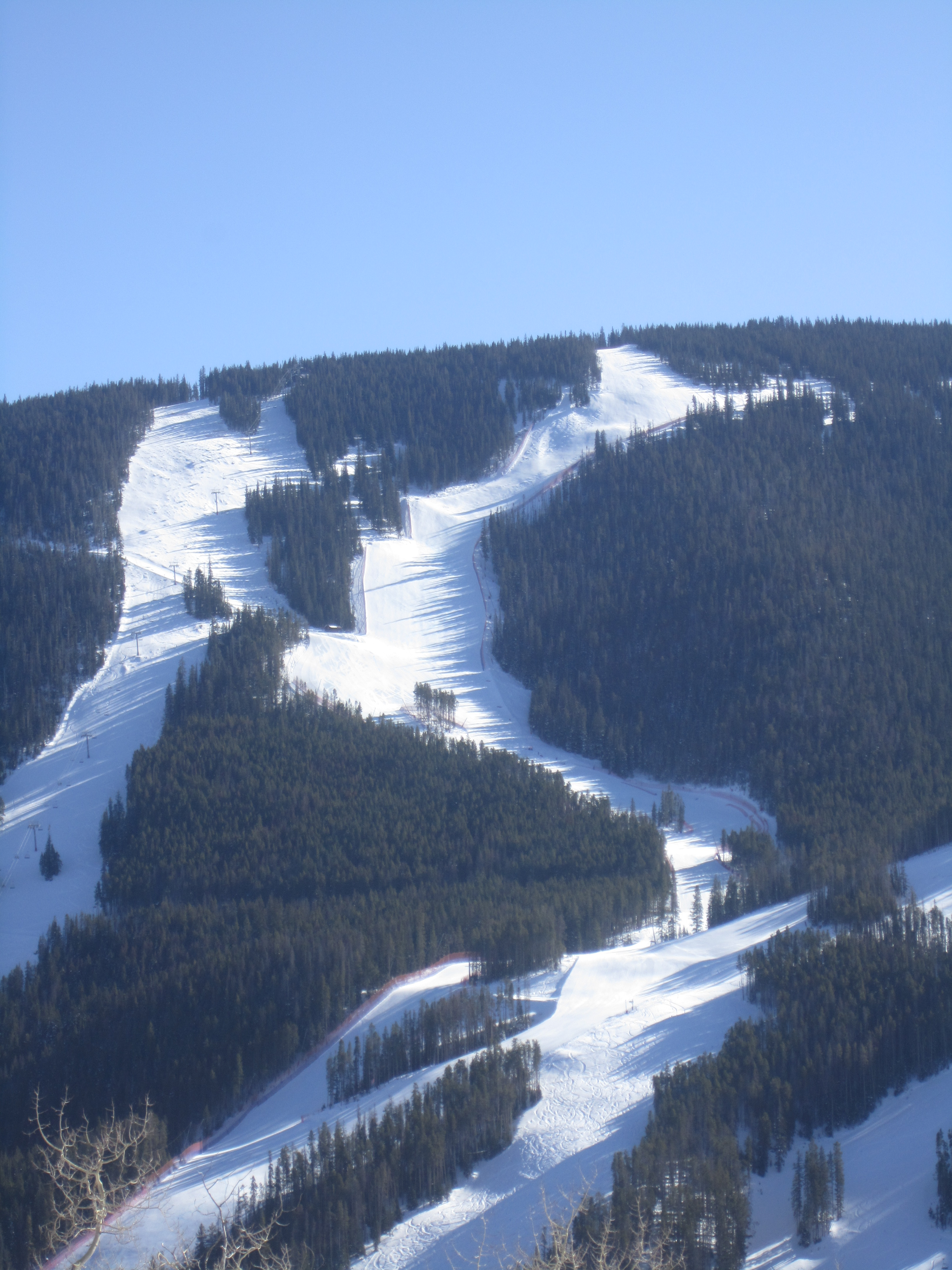
Трассы горнолыжного курорта в Бивер-Крик

Идея строительства горнолыжного курорта возникла в начале 1970-х годов, когда город Денвер подал заявку на проведение зимних Олимпийских игр 1976 года. Однако после отказа Денвера от проведения Олимпийских игр в ноябре 1972 года планы строительства курорта рухнули. Открытие горнолыжного курорта всё же состоялось в сезоне 1980/81 года. С тех пор в Бивер-Крике (совместно с Вейлом) были проведены чемпионаты мира по горнолыжному спорту 1999 и 2015 годов, ежегодно проводятся этапы Кубка мира по горнолыжному спорту.  

## Параметры
Рельеф
- Основание — 2500 м,
- Вершина — 3490 м,
- Перепад высот — 1020 м,
- Зона катания — 7,41 км²,
- Количество трасс — 150 всего (19 % — для начинающих, 43 % — для среднего уровня, 38 % — продвинутых);
- Количество сноупарков — 3;
- Средняя толщина снежного покрова — 830 см.

Подъёмники
По состоянию на 2014 год всего имеется 25 подъёмников, из них:
- 2 гондольных;
- 1 гибридный (гондолый-кресельный);
- 10 кресельных скоростных подъёмников.